# اسطوره‌شناسی سیستانی
اسطوره‌شناسی سیستانی یا اساطیر سیستانی (به سیستانی: آسوکه) شامل مجموعه‌ای از باورها و اعمال گروهی برخاسته از تاریخ فرهنگی و مذهبی ایرانیان سیستانی، و افسانه‌های مردمی رایج در این سرزمین می‌باشند که عمدتاً توسط سنن شفاهی و منابع مکتوب به زمان کنونی منتقل شده‌اند.

## سرزمین
سیستان در اساطیر ایران و آئین زرتشت، اهمیت بسزایی دارد.
سرزمین سیستان در پاره‌های ۱۳ و ۱۴ نخستین فصل وندیداد (اوستا) به عنوان یازدهمین سرزمین نیک که اهورامزدا آفریده، یاد شده است.
طبق متون اساطیری سیستان را گرشاسب پسر اثرت بن شهر بن کورنگ بن بیداسب بن تور بن جمشیدالملک بن نونجهان بن اینجد بن اوشهنگ بن خراوک بن سیامک بن موسی بن کیومرث بنا کرده است.

## شخصیت‌های اساطیری

### رستم
رُسْتَم یا رستم سیستانی نام‌آورترین چهرهٔ اسطوره‌ای در ایران و سیستان است و به تبع آن، مهم‌ترین چهرهٔ اسطوره‌ای ادبیات فارسی است. او فرزند زال و رودابه است. وی اسبی به نام رَخش داشت که در تمام نبردها یار و یاور او بود. رستم و اسبش، رخش، سرانجام با دسیسه شغاد، برادر ناتنی رستم، کشته شدند.

### زال
زال یا دستان از قهرمانان اسطوره‌ای سیستانی در ایران است که نامش در شاهنامه رفته است. وی پسر سام و پدر رستم است. سام از آن که پسرش با موی سپید (آلبینیسم) و در شکل پری یا دیو به دنیا آمده بود ناخرسند بود. از این رو او را در پای البرز کوه که سیمرغ بر آن آشیان داشت رها کرد. سیمرغ نوزاد را یافت و به آشیانه خود برد و بزرگ کرد. از این پس سیمرغ تا پایان زندگی یاور زال و پسرش رستم است.

### سام
سام، پدر زال و پدر بزرگ رستم از تبار گرشاسپ، پهلوان اسطوره‌ای ایران است.

### نریمان
نریمان نیای بزرگ رستم پهلوان اسطوره‌ای شاهنامه از نسل گرشاسپ است. از نریمان به عنوان پهلوان سرشناس سیستانی خاندان سام در شاهنامه سخن رفته و این پهلوان در دژ سپید کشته شد و رستم سال‌ها بعد انتقام او را بگرفت.

### گرشاسپ
گَرْشاسْپ پهلوان بزرگِ سیستانی و نیای بزرگ رستم و نامور به «اژدهاکُش» است. منظومهٔ گرشاسپ‌نامه از اسدی طوسی در شرح دلاوری‌های اوست. این پهلوان از چهره‌های نامدار اساطیر ایران است.

### فرامرز
فرامرز از پهلوانان سیستانی و اساطیر ایرانی است. او فرزند رستم سیستانی، نوه زال و نواده سام و نریمان بود که به دست بهمن کشته شد.

### سهراب
سهراب جنگجوی افسانه‌ای در اساطیر ایران و در تراژدی رستم و سهراب است. او پسر رستم سیستانی که از پهلوانان ایرانی بود. او در جوانی به دست پدرش رستم کشته شد.

## عشاق اسطوره‌ای

### زال و رودابه
داستان عشق زال به رودابه یکی از مهمترین داستانهای عاشقانه شاهنامه فردوسی است؛ زیرا حاصل این عشق به دنیا آمدن رستم، قهرمان بزرگ شاهنامه است. اسطورهای که با شروع داستان زال و رودابه حضور فعّال دارد و تا آخر به بهترین شکل نقش خود را ایفا میکند.

### رستم و تهمینه
رستم قهرمان برجسته شاهنامه فردوسی با اسب خود رخش به شکار می رود. رستم هنگام استراحت به خواب می رود و ترکان اسب را می‌ربایند و نزد چند مادیان می‌برند تا نسل از نسل اسب رستم پرورش دهند. رستم در جست و جوی رخش به پایتخت سمنگان نزدیک می‌شود. پادشاه سمنگان از او استقبال می‌کند و برای حضور رستم جشن می‌گیرد. نیمه شب تهمینه دختر پادشاه سمنگان به اتاق خواب رستم می‌رود.

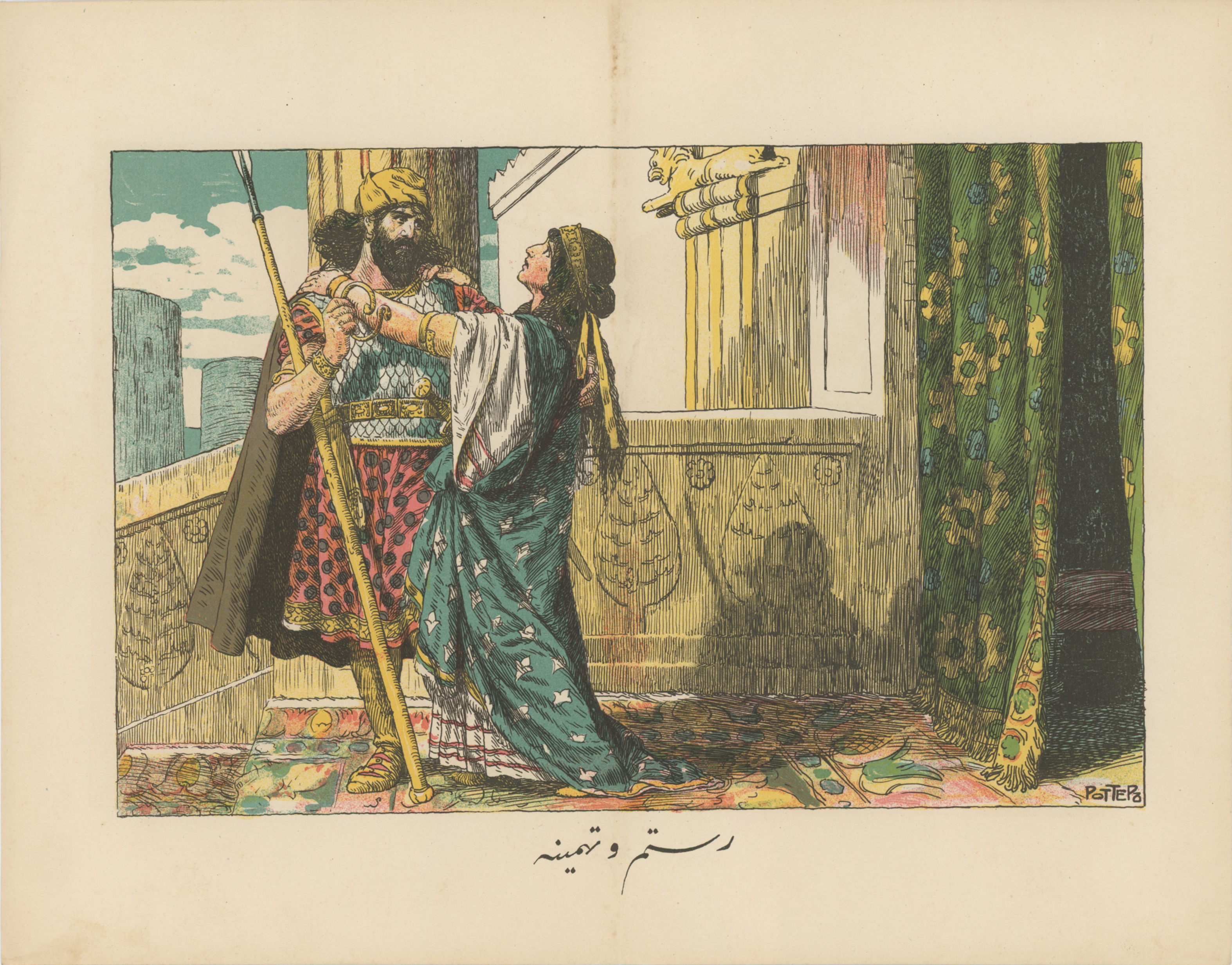
رستم دستبند خود را به تهمینه می گذارد. جوزف روتر، تفلیس

تهمینه به عشق خود به رستم اعتراف می کند و پس از مشورت با پدر تهمینه، پادشاه سمنگان، آن دو با هم زوج می شوند. روز بعد رستم تهمینه را ترک می کند و به ایران باز می گردد. او به نشانه عشقش به او یک دستبند هدیه می دهد. نه ماه بعد پسرشان سهراب به دنیا می آید.

## موجودات افسانه‌ای

### بزلنگی
بزلنگی یکی از شبه دیوان در میان مردم سیستان است.
او موجودی است قوی شبیه به دیو چه مانند انسان بر روی دو پا راه می‌رفته و چون نمی‌توانسته به‌طور قائم بایستد یک پایش را میکشده، که به همین علت سیستانی‌ها آنرا بزلنگی نامیده‌اند. این موجود در افسانه‌های سیستانی نقش عمده‌ای در جنگ با مردم دارد و اغلب هم دچار شکست می‌شود.

### مردآزما
در افسانه‌های مردم سیستانی آن را نوعی جن می‌دانند که اگر کسی از آنها نترسد، با او دوست می‌شوند. ولی اگر از او بترسند، قربانی‌اش را آنقدر می‌ترساند تا از پای درآید.
در این افسانه‌ها گفته می‌شود مردآزما به صورت حیوانی اهلی بر مسافران مرد پدیدار می‌شود و ناگهانی سخن می‌گوید یا تغییر شکل می‌دهد و با این کار میزان دلاوری و مردانگی مسافر را می‌آزماید. بر پایه افسانه، مردآزما بیشتر در جای‌های تاریک و خلوت نمودار می‌شود ولی به کسی آسیبی نمی‌زند و به باور گروهی، در برابر افراد ترسو ظاهر نمی‌شود تا از آن‌ها آسیبی نبیند. گفته می‌شود این داستان برای این ساخته شده تا به افراد کم‌جرأت قوت قلب بدهند که اگر به جای تاریک یا خلوتی رفتند کمتر بترسند زیرا به آن‌ها گفته می‌شد مردآزما به افراد شجاع کاری ندارد.

### دیو پاهلو
در میان سیستانی‌ها گفته می‌شود دیوی وجود دارد به نام دیو یاهلو که شبیه گاو نری است که در شب دیده می‌شود و به قربانیانش حمله و تجاوز می‌کند.

### کلوخ پران
در میان سیستانی‌ها موجودی است به نام جن کلوخ پران که به سمت قربانیان خود سنگ و کلوخ داغ پرتاب می‌کند ولی آن‌ها هرچه اطراف خود را نگاه می‌کنند کسی که سنگ پرتاب می‌کند را نمی‌بینند.

### سیمرغ
سیمرغ مشهور، مرغی ایزدی است که بر کوه البرز آشیان دارد و «زال» پدر «رستم» را پرورش داده است. «سام» (پدر زال) از این که فرزندش در هنگام تولد سفیدمو بوده است، خشمگین می‌شود و او را بر سر راه می‌گذارد. سیمرغ کودک را می‌یابد و به امر اهورامزدا او را پرورش می‌دهد. پس از آنکه زال در سایهٔ تربیت سیمرغ جوان نیرومندی شده بود، سام پشیمان می‌شود و او را به خانه برمی‌گرداند. سیمرغ پری از خود به زال می‌دهد تا هنگام سختی آن را آتش زند و از او یاری بخواهد زال دو بار به سیمرغ محتاج می‌شود: ۱. هنگام تولد رستم که به علت درشتی جثهٔ وی، مادرش در آستانهٔ مرگ قرار گرفته بود؛ ۲. در جنگ رستم با اسفندیار که رستم و اسبش به شدت مجروح شده بودند، سیمرغ به یاری آنها می‌شتابد و پس از علاج زخم‌های رستم راه غلبه بر اسفندیار را به او نشان می‌دهد.
به دلیل همین حمایت‌های سیمرغ از خاندان زال، عده‌ای نظر داده‌اند که این مرغ فرشته نگهبان یا توتم سیستانی‌ها (خانواده رستم) است. دلیل دیگری که برای این ارتباط ذکر شده، این است که برخی جایگاه سیمرغ را «کوه اپارسن» (aparsan) در «سکستان» (سیستان) نام برده‌اند.